# Hersilia feai
Hersilia feai är en spindelart som beskrevs av Baehr 1993. Hersilia feai ingår i släktet Hersilia och familjen Hersiliidae.
Artens utbredningsområde är Myanmar. Inga underarter finns listade i Catalogue of Life.